# Константин Александру
Константин Александру (рум. Constantin Alexandru; 15 грудня 1953, Констанца, Соціалістична Республіка Румунія — 10 серпня 2014) — румунський борець греко-римського стилю, дворазовий чемпіон та срібний призер чемпіонатів світу, п'ятиразовий чемпіон та срібний призер чемпіонатів Європи, срібний призер Олімпійських ігор.

## Біографія
Боротьбою почав займатися з 1965 року. Чемпіон світу 1973 року серед юніорів. У 1981 році став віце-чемпіоном літньої Універсіади в Бухаресті.
Після завершення спортивної кар'єри перейшов на тренерську роботу. Тренував, зокрема, венесуельських борців, що брали участь в Олімпійських іграх 1996 року, Вінстона Сантоса, Еміліо Суареса і Еліаса Маркано.

## Спортивні результати на міжнародних змаганнях

### Виступи на Олімпіадах
| Змагання                    | Збірна  | Вагова категорія                 | Місце  |
| --------------------------- | ------- | -------------------------------- | ------ |
| Літні Олімпійські ігри 1980 | Румунія | греко-римська боротьба, до 48 кг | Срібло |

### Виступи на Чемпіонатах світу
| Змагання                        | Збірна  | Вагова категорія                 | Місце  |
| ------------------------------- | ------- | -------------------------------- | ------ |
| Чемпіонат світу з боротьби 1974 | Румунія | греко-римська боротьба, до 48 кг | Срібло |
| Чемпіонат світу з боротьби 1975 | Румунія | греко-римська боротьба, до 52 кг | 6      |
| Чемпіонат світу з боротьби 1978 | Румунія | греко-римська боротьба, до 48 кг | Золото |
| Чемпіонат світу з боротьби 1979 | Румунія | греко-римська боротьба, до 48 кг | Золото |
| Чемпіонат світу з боротьби 1983 | Румунія | греко-римська боротьба, до 52 кг | 9      |

### Виступи на Чемпіонатах Європи
| Змагання                         | Збірна  | Вагова категорія                 | Місце  |
| -------------------------------- | ------- | -------------------------------- | ------ |
| Чемпіонат Європи з боротьби 1974 | Румунія | греко-римська боротьба, до 48 кг | Золото |
| Чемпіонат Європи з боротьби 1975 | Румунія | греко-римська боротьба, до 48 кг | Золото |
| Чемпіонат Європи з боротьби 1976 | Румунія | греко-римська боротьба, до 48 кг | Срібло |
| Чемпіонат Європи з боротьби 1977 | Румунія | греко-римська боротьба, до 48 кг | Золото |
| Чемпіонат Європи з боротьби 1978 | Румунія | греко-римська боротьба, до 48 кг | Золото |
| Чемпіонат Європи з боротьби 1979 | Румунія | греко-римська боротьба, до 48 кг | Золото |
| Чемпіонат Європи з боротьби 1980 | Румунія | греко-римська боротьба, до 48 кг | 9      |
| Чемпіонат Європи з боротьби 1981 | Румунія | греко-римська боротьба, до 52 кг | 5      |
| Чемпіонат Європи з боротьби 1983 | Румунія | греко-римська боротьба, до 52 кг | 5      |

### Виступи на інших змаганнях
| Змагання                           | Збірна  | Вагова категорія                 | Місце  |
| ---------------------------------- | ------- | -------------------------------- | ------ |
| Гран-прі Німеччини з боротьби 1975 | Румунія | греко-римська боротьба, до 48 кг | Золото |
| Гран-прі Німеччини з боротьби 1976 | Румунія | греко-римська боротьба, до 48 кг | Золото |
| Гран-прі Німеччини з боротьби 1977 | Румунія | греко-римська боротьба, до 48 кг | Золото |
| Літня Універсіада 1977             | Румунія | греко-римська боротьба, до 48 кг | Золото |
| Гран-прі Німеччини з боротьби 1978 | Румунія | греко-римська боротьба, до 48 кг | Золото |
| Гран-прі Німеччини з боротьби 1979 | Румунія | греко-римська боротьба, до 48 кг | Золото |
| Гран-прі Німеччини з боротьби 1980 | Румунія | греко-римська боротьба, до 48 кг | Золото |
| Літня Універсіада 1981             | Румунія | греко-римська боротьба, до 48 кг | Срібло |

### Виступи на змаганнях молодших вікових груп
| Змагання                                      | Збірна  | Вагова категорія                 | Місце  |
| --------------------------------------------- | ------- | -------------------------------- | ------ |
| Чемпіонат світу з боротьби серед юніорів 1973 | Румунія | греко-римська боротьба, до 48 кг | Золото |